# Unificazione del reame georgiano
L'unificazione del reame georgiano (in georgiano ქართული სახელმწიფოს გაერთიანება?, kartuli sakhelmts'ipos gaertianeba) corrispose con il momento politico in cui varie corone georgiane si fusero in un unico dominio dotato di un governo centralizzato nel 1008, ovvero il regno di Georgia o Sakartvelo. Il processo fu in origine avviato dalla potente aristocrazia locale dagli eristavi, ma subì un rallentamento a causa delle lotte di potere secolari e delle aggressive guerre di successione scoppiate tra i monarchi georgiani. La struttura politica della Georgia alto-medievale vedeva governi indipendenti e istituzioni monarchiche attive in Colchide e Iberia. L'iniziativa fu sostenuta da Davide III il Grande della dinastia dei Bagrationi, il sovrano più potente del Caucaso dell'epoca, che rese possibile l'insediamento del principe reale Bagrat, suo parente e figlio adottivo, sul trono di Iberia; alla fine, quest'ultimo fu incoronato re di tutta la Georgia. I successori bagratidi di Davide divennero i protagonisti dell'unificazione nazionale, proprio come i Rjurikidi o i Capetingi in altre realtà storiche, ma nonostante la loro intraprendenza, alcune delle comunità georgiane coinvolte nel processo di unificazione non si unirono liberamente e lottarono in maniera strenua e continua per la propria autonomia, rivolgendosi soprattutto in cerca di aiuto e sostegno all'impero bizantino e al califfato abbaside. Anche se l'unificazione del regno nel 1008 accorpò la maggior parte delle terre della Georgia occidentale e centrale, il processo proseguì in futuro a est e, alla fine, si esaurì completamente sotto il re Davide IV il Fondatore. L'inedita serie di fusioni politiche delle terre e la fulminea ascesa del potere dei Bagratidi inaugurò in futuro la strada all'età dell'oro georgiana e alla creazione dell'unico impero pancaucasico medievale esistito; questo raggiunse la sua massima estensione geografica tra XI e XIII secolo, imponendosi nell'intera regione del Caucaso. Il potere centralizzatore della corona iniziò a indebolirsi nel XIV secolo e, anche se la situazione si ristabilì sotto il re Giorgio V il Brillante, la riunificazione ebbe vita breve; la Georgia indipendente sarebbe temporaneamente scomparsa dalle mappe dopo le invasioni dei mongoli e di Tamerlano, avvenute qualche secolo prima del crollo totale avvenuto nel XV secolo a seguito della lunga guerra civile del 1462-1490.

## Contesto storico

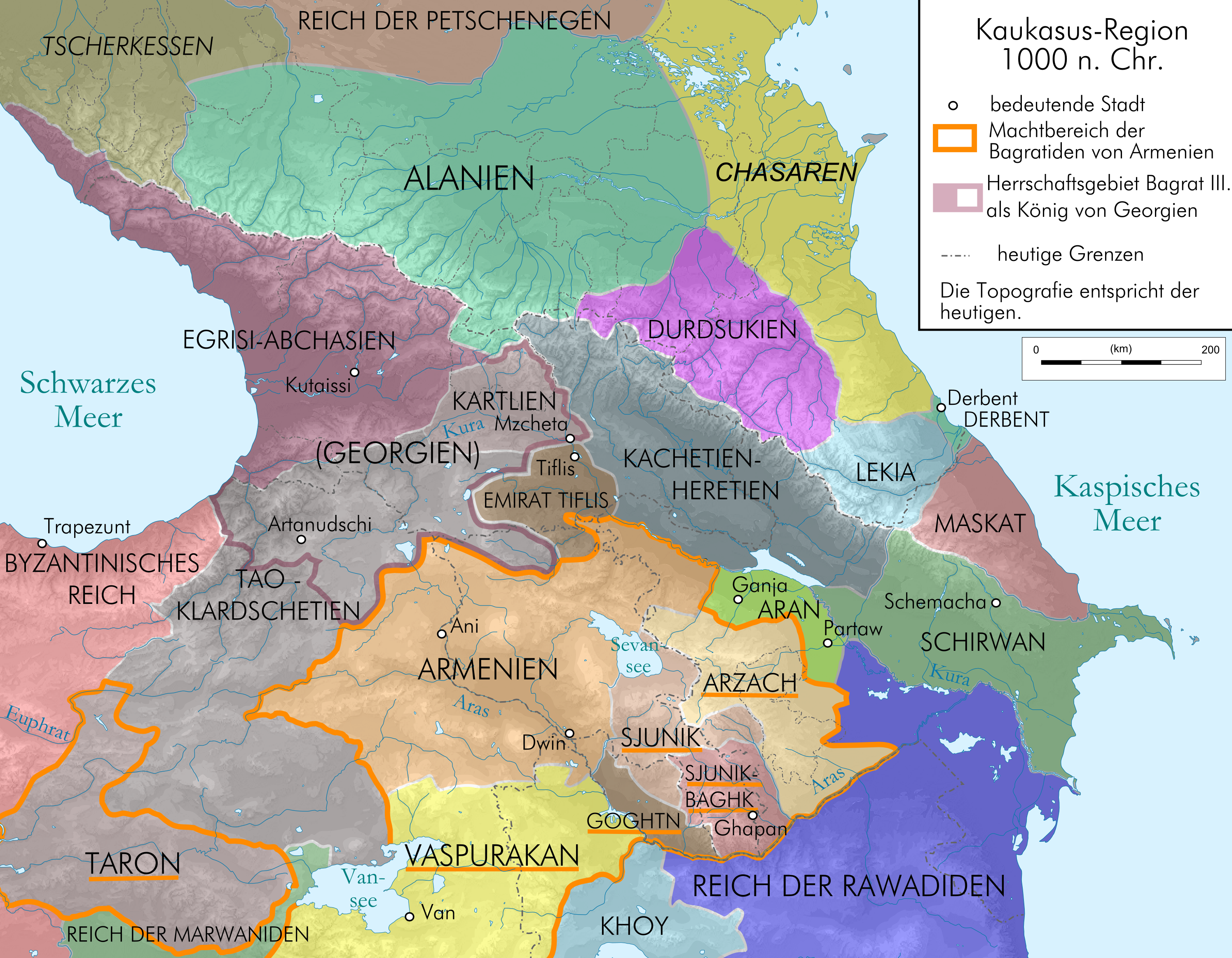
Il Caucaso intorno all'anno Mille prima della morte di Davide III il Grande

L'impero sasanide abolì la monarchia georgiana e annesse il regno di Iberia nel 580, convertendo la regione in una provincia sasanide governata dai marzban persiani e successivamente, poiché la declassò a livello amministrativo, dai nativi principi iberici. Nell'VIII secolo, gli arabi invasero le terre georgiane e fondarono l'emirato di Tbilisi, con il risultato che i principi dinastici georgiani dovettero fuggire a Uplistsikhe e Kakheti. Nell'888, Adarnase IV ristabilì la sovranità georgiana nel nome del regno degli Iberi (Tao-Klarjeti), una monarchia che si concentrò sulle terre storiche di Tao e Klarjeti. Il regno di Abcasia stava attraversando una crisi della successione dinastica, mentre la potenza guerrafondaia ed emergente del principato di Cachezi, nella Georgia orientale, entrò in costante conflitto con i vicini iberici. Allo stesso tempo, la Chiesa ortodossa georgiana si stava espandendo e stava raggiungendo le regioni più orientali nel 950, quando la regina Dinar di Hereti rinunciò al monofisismo, rendendo così tutte le politiche georgiane unificate ecclesiasticamente, rendendo inevitabile l'unione politica. Fu proprio quello il frangente in cui una concetto e una definizione più convincente della Georgia furono introdotti dall'autore di agiografie Giorgio Merchule nel 951 nella sua «Vita di Gregorio di Khandzta».
(Giorgio Merchule, Vita)
Giorgio Merchule avanzò una definizione rudimentale di nazione sulla base di considerazioni religiose e linguistiche. Questa tendenza sarebbe proseguita anche sotto il monaco sabaita georgiano Giovanni Zosimo che avrebbe attribuito un ruolo divino, unico e sacro alla lingua georgiana, che, come credeva, sarebbe stato un idioma da usare nel giudizio universale. La lingua liturgica georgiana funse da collante nazionale quando l'unità politica e culturale appariva ancora molto sfuggente. Alla fine, grazie a un immenso sostegno ideologico da parte dei chierici, l'unificazione georgiana avvenne ad opera di una famiglia in grande spolvero, i Bagratidi, attivi nel regno degli Iberi, e dal re Giorgio II d'Abcasia. La sua politica di unificazione delle fazioni georgiane attraverso matrimoni e intrighi interdinastici, con la sua stessa figlia, la principessa Gurandukht, che sposò Gurgen, re dei re degli Iberi, portò alla nascita di Bagrat, il primo re «completamente georgiano».

## Iniziativa e Davide III
Le monarchie georgiane continuarono a essere dilaniate dai conflitti interni per via delle dispute tra i governanti locali e dalle entità politiche rivali. Subito dopo l'ennesimo attacco del principato di Kakheti alla cittadella iberica di Uplistsikhe, parte dell'aristocrazia guidata da uno dei più potenti e agguerriti feudatari georgiani, gli eristavi, il duca di Cartalia Ivane Marushisdze, che sognava una Georgia unificata con una monarchia centralizzata, si rivolse e invitò il senza figli Davide III a porre fine al caos prendendo il controllo di tutti i territori della Georgia centrale e della sezione interna della Cartalia e di far insediare sul trono un suo parente, il principe Bagrat, gettando così le basi per un processo di unificazione delle varie terre in un'unica corona. Nella mente di Marushisdze, se Davide III avesse designato Bagrat quale suo erede, l'ampio regno di Davide si sarebbe fuso con le terre dell'altro, dando così forma a una formidabile entità tutta georgiana.
(Cronache georgiane)

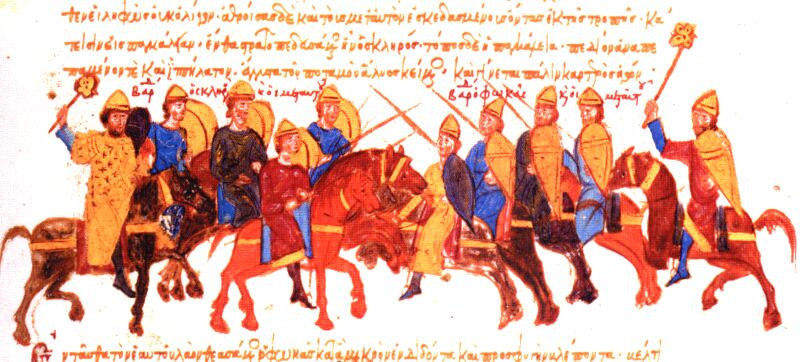
La battaglia tra gli eserciti del ribelle Barda Sclero e del generale bizantino Barda Foca il Giovane

La scommessa dell'aristocrazia su Davide III non risultava una sorpresa, poiché egli rappresentava l'esponente della maggiore potenza nell'areale caucasico dell'epoca. Davide emerse da un oscuro ramo non reale della famiglia dei Bagratidi alla gloria grazie al suo valore e abilità militari. Gli eserciti di Davide contribuirono a supportare il bizantino Basilio II Bulgaroctono e proteggere i possedimenti anatolici dell'impero dal ribelle Barda Sclero. Davide, al fianco un altro georgiano, lo ierostratega ("monaco-guerriero") Giovanni Tornicio, guidò un contingente di 12.000 cavalieri georgiani, che coadiuvò i soldati romei e armeni guidati da Barda Foca il Giovane, nella decisiva battaglia combattuta nel marzo 979 a Sarvenisni (Aquae Saravenae o Basilika Therma) nel thema di Charsianon (nei pressi della moderna Kırşehir), contribuendo alla sconfitta delle forze ribelli. Basilio II premiò Davide concedendogli soltanto «per tutta la [sua] vita», qualora non avesse avuto eredi, dei vasti possedimenti nell'Anatolia sud-orientale. Lo status sociale e la grande fama che l'uomo si era guadagnato rappresentarono il pretesto perfetto affinché l'aristocrazia georgiana spronasse Davide ad avviare l'unificazione. Questi accettò la proposta dei nobili e, nel 975, Davide adottò il principe Bagrat e invase la Cartalia. Davide portò il giovane Bagrat, i suoi genitori biologici Gurgen e Gurandukht, a Uplistsikhe, allora assediata dalle forze della Cachezia. Gli uomini di quella regione si resero conto che tutta la Georgia occidentale e meridionale appariva ormai coalizzata contro di loro. Pertanto, dovettero giocoforza accettare la presentazione di Bagrat da parte di David come suo «erede».
(Cronache georgiane)
Davide agì con decisione per assicurarsi che Bagrat ereditasse anche il trono abcaso. Grazie a sua madre Gurandukht, il giovane Bagrat era nipote ed erede del re cieco e senza figli Teodosio III di Abcasia. Poco più tardi, nel 975, tre anni prima della morte di Teodosio III, Davide invitò il re Smbat II d'Armenia ad accompagnare lui, Bagrat e Gurandukht a Kutaisi, dove Bagrat fu solennemente unto re dell'Abcasia con il nome di Bagrat II.
(Cronache georgiane)

## Regno unificato

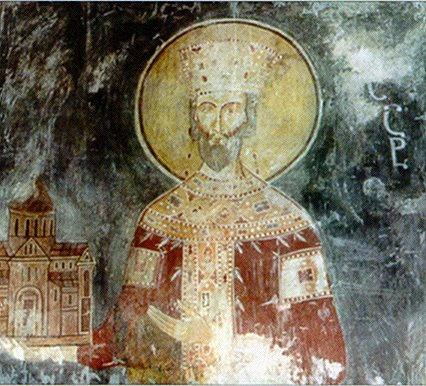
Affresco del sovrano Bagrat III presente nel monastero di Gelati

Davide III adottò una politica aggressiva e si rivelò assai determinato nel portare avanti le campagne di espansione del suo regno. Tale scelta attirò diversi oppositori, secondo alcuni anche interni; alla fine, i cospiratori gli avvelenarono il vino offerto durante la sua comunione alla vigilia del Venerdì Santo dell'anno 1000 o 1001. A prescindere da chi assunse gli assassini responsabili della sua morte, sia che si fosse trattato dell'imperatore Basilio II sia di alcuni nobili georgiani a lui avversi, l'eredità del processo di unificazione di Davide nella storia dello Stato georgiano ebbe un impatto imprescindibile. Il principe Bagrat fu ufficialmente nominato re dell'Abcasia nel 978. Quando suo padre, Gurgen, morì nel 1008, la pretesa di Bagrat ai troni abcaso e iberico appariva incontrastata. Divenuto il primo sovrano di una Georgia totalmente unita, Bagrat III si fregiò della designazione ufficiale di «re degli abcasi e degli iberici». Fu proprio nel 1008 che nacque quindi un unico regno con governo centralizzato, detto Sakartvelo. Era solo questione di tempo prima che anche le monarchie dei Cachezi e degli Ereti si sottomettessero al suo grande dominio, mentre all'emirato di Tbilisi, almeno per quel periodo, non toccò la medesima sorte.
(Cronache georgiane)
Bagrat III, il quale adottò sin da subito una politica lungimirante e allo stesso tempo spietata, continuò l'espansione del suo regno unificato e la soppressione dell'aristocrazia separatista ribelle, inclusa l'epurazione dei suoi stessi cugini in modo che nessun rivale dei Bagratidi potesse mai soppiantarlo sul trono georgiano.

## Conseguenze

Il Caucaso tra X e XI secolo

I successori bagratidi di Davide divennero i protagonisti dell'unificazione nazionale, proprio «come i Rjurikidi o i Capetingi in altre realtà storiche», ma nonostante la loro intraprendenza, alcune delle comunità georgiane coinvolte nel processo di unificazione non si unirono liberamente e lottarono in maniera strenua e continua per la propria autonomia, rivolgendosi soprattutto in cerca di aiuto e sostegno all'impero bizantino e al califfato abbaside.
Anche se l'unificazione del regno nel 1008 accorpò la maggior parte delle terre della Georgia occidentale e centrale, le conquiste si susseguirono in futuro coinvolgendo altri territori a est e, alla fine, l'espansione si esaurì completamente sotto il re Davide IV il Fondatore. L'inedita serie di fusioni politiche delle terre e la fulminea ascesa del potere dei Bagratidi inaugurò in futuro la strada all'età dell'oro georgiana e alla creazione dell'unico impero pancaucasico medievale esistito; questo raggiunse la sua massima estensione geografica tra XI e XIII secolo, imponendosi nell'intera regione del Caucaso. Il potere centralizzatore della corona iniziò a indebolirsi nel XIV secolo e, anche se la situazione si ristabilì sotto il re Giorgio V il Brillante, la riunificazione ebbe vita breve; la Georgia indipendente sarebbe temporaneamente scomparsa dalle mappe dopo le invasioni dei mongoli e di Tamerlano, avvenute qualche secolo prima del crollo totale avvenuto nel XV secolo a seguito della lunga guerra civile del 1462-1490.

### Esplicative
1. 1 2  Il termine Sakartvelo (ovvero «la terra abitata dai Cartveli») significa letteralmente «regno completamente georgiano», «tutta la Georgia», l'«intera Georgia» o la «Grande Georgia»: Rayfield (2013), loc. 1905; Suny (1994), p. 341; Rapp (2017a), pp. 8, 15. Il termine è ancora usato in tempi moderni come nome ufficiale del Paese: Rapp (2017b), loc. 656; Rayfield (2013), loc. 1229-1233. Le origini della denominazione restano ancora dibattute, ma il nome era in uso molto prima dell'unificazione georgiana e della centralizzazione politica del 1008 e veniva impiegato per descrivere la «nuova Cartalia», la «Grande Cartalia» o la «Cartalia in esilio», riferendosi a quelle terre sud-occidentali della Cartalia all'interno e intorno all'Anatolia bizantina, dove i georgiani vissero in esilio durante l'invasione araba della Cartalia. Il termine fu coniato in epoca pre-bagratide: Rapp (2003), p. 447. La tradizionale datazione dell'XI secolo relativa al momento in cui si coniò il termine non appare corretta, anche se nei secoli successivi Sakartvelo assunse il significato di «la Georgia intera» intesa come un'unica entità politica e socio-culturale. Il termine fu abbracciato e promosso dai monarchi bagratidi e dai loro cronisti per celebrare il loro successo dinastico: Rapp (2003), p. 439. Il primo utilizzo di Sakartvelo risale all'800 circa nelle opere di Juansheriani (fl. 790-800) che descrivono gli eventi relativi alle invasioni di Marwan II delle terre georgiane: Rapp (2003), p. 425. Il termine Sakartvelo raggiunse un uso universale diffuso nella seconda metà del XIII secolo: Rapp (2003), p. 448.
2. 1 2  L'esercizio del potere aristocratico degli eristavi nella Georgia medievale nell'elezione del re dipendeva dalla loro scelta e dal loro sostegno. Vi era un grande equilibrio di potere tra il re e i suoi nobili: Eastmond (1998), p. 78. I re georgiani non avevano il potere universale e assoluto degli imperatori bizantini e nemmeno le strutture centralizzate di governo che permettevano a questi ultimi di controllare i domini direttamente da Costantinopoli: Eastmond (1998), p. 72. Al contrario, la corte georgiana doveva viaggiare per il regno tutto l'anno e il potere reale doveva essere negoziato o combattuto con l'aristocrazia locale: Eastmond (1998), p. 73. Gli eristavi svolsero un ruolo importante nella monarchia georgiana fin dall'epoca precristiana, fondata dal primo re Farnabazo, ragion per cui la loro posizione nella gerarchia legittimava e consentiva di esercitare il loro potere su scala locale: Suny (1994), p. 12. Anche se il sovrano era il centro del potere nel regno, gli eristavi erano in stretto contatto fisico con il loro re, a differenza del modello bizantino in cui l'imperatore godeva dell'inaccessibilità agli altri mortali e della loro intoccabilità. Un'accettazione definitiva del re da parte dell'aristocrazia locale come fonte primaria di potere e autorità è stata molto significativa. Il potere reale sarebbe derivato direttamente dal re, ma fu poi condiviso con gli eristavi. Durante la cerimonia di incoronazione reale di un nuovo monarca georgiano, erano proprio gli eristavi a cingere la spada reale di Stato, investendo così il re dei suoi simboli di potere: Eastmond (1998), pp. 76-80-82-83.
3. ↑  La regalità e l'autorità regale georgiana avevano radici antiche, in quanto risalivano al periodo ellenistico: Rapp e Crego (2018), 12-I, pp, 1-2. La monarchia georgiana era molto flessibile, a volte contrassegnata da brevi vuoti di potere, ma comunque fortemente dinastica, e aveva più in comune con gli antichi modelli iraniani di autorità che con quelli romani o bizantini. Prima dell'unificazione o dopo, quattro dinastie dominarono il regno georgiano, ovvero i Farnavazidi (299 a.C.-189 d.C.), gli Arsacidi (189-284), i Cosroidi (284-580) e, infine, i Bagratidi (888-inizio XIX secolo). Furono questi ultimi monarchi a egemonizzare la scena politica georgiana per un millennio, fino all'annessione del regno da parte dell'impero russo nel XI secolo: Rapp (2017b), 5454; Rapp e Crego (2018), 6, p. 1.

### Bibliografiche
1. ↑  Rapp (2017a), pp. 1-2.
2. ↑  Suny (1994), p. 30.
3. ↑  Suny (1994), p. 29.
4. ↑  Rapp (2017a), p. 9.
5. ↑  Eastmond (1998), p. 11.
6. ↑  Suny (1994), p. 31.
7. ↑  Rapp (2017b), loc. 686.
8. ↑  Rayfield (2013), loc. 1175.
9. ↑  Rayfield (2013), loc. 1229.
10. ↑  Rapp (2003), p. 437.
11. ↑  Rapp e Crego (2018), 3, p. 2.
12. ↑  Rayfield (2013), loc. 1202.
13. ↑  Rayfield (2013), loc. 1242.
14. ↑  Rapp (2003), p. 393.
15. ↑  Eastmond (1998), p. 39.
16. ↑  Rayfield (2013), loc. 1473.
17. ↑  Rapp (2003), p. 415.
18. 1 2 3 4  Cronache georgiane, cap. 17.
19. ↑  Holmes, 2005, pp. 453-456.
20. ↑  Rayfield (2013), loc. 1353.
21. 1 2  Cronache georgiane, cap. 16.
22. ↑  Rayfield (2013), loc. 1379.
23. ↑  Rayfield (2013), loc. 1392.
24. ↑  Rayfield (2013), loc. 1396.
25. ↑  Rayfield (2013), loc. 1409.
26. ↑  Rayfield (2013), loc. 1423.
27. ↑  Rapp e Crego (2018), 12-II, p. 6.
28. ↑  Suny (1994), p. 32.
29. ↑  Rayfield (2013), loc. 1437.
30. ↑  Rayfield (2013), loc. 1400, 1502.
31. ↑  Eastmond (1998), p. 54.
32. ↑  Rapp e Crego, 12-I, p, 3.
33. 1 2  Eastmond (1998), p. 61.
34. ↑  Suny (1994), p. 36.
35. ↑  Rapp (2017b), loc. 453, 492.
36. ↑  Rapp (2017a), p. 16.
37. ↑  Rapp e Crego (2018), 12-I, p, 4.
38. ↑  Rapp (2017a), pp, 19-20.

### Fonti primarie
- (EN) Cronache georgiane. URL consultato il 7 ottobre 2022.

### Fonti secondarie
- (EN) Antony Eastmond, Royal imagery in medieval Georgia, Pennsylvania State University, 1998, ISBN 0-271-01628-0.
- (EN) Stephen H. Rapp Jr. e P. Crego, Languages and Cultures of Eastern Christianity: Georgian, Taylor & Francis, 2018, ISBN 978-13-51-92326-2.
- (EN) Stephen H. Rapp Jr., Studies in Medieval Georgian Historiography: Early Texts and Eurasian Contexts, Peeters Publishers, 2003, ISBN 978-90-42-91318-9.
- (EN) Stephen H. Rapp Jr., Georgia before the Mongols, Oxford Research Encyclopedias: Asian History, Oxford University Press, 2017a, DOI:10.1093/acrefore/9780190277727.013.282.
- (EN) Stephen H. Rapp Jr., The Sasanian World Through Georgian Eyes, Caucasia and the Iranian Commonwealth in Late Antique Georgian Literature, Routledge, 2017b, ISBN 978-13-17-01671-7.
- (EN) Donald Rayfield, Edge of Empires: A History of Georgia, Reaktion Books, 2013, ISBN 978-17-80-23070-2.
- (EN) Ronald Grigor Suny, The making of the Georgian nation, Indiana University Press, 1994, ISBN 978-02-53-20915-3.
- (EN) Catherine Holmes, Basil II and the Governance of Empire (976-1025), Oxford, Oxford University Press, 2005, ISBN 9780191535505.